# Torchwood
Torchwood – brytyjski serial science fiction stworzony przez Russella T. Daviesa. Jest to spin-off brytyjskiego serialu pod tytułem Doktor Who. Serial opowiada o losach pracowników Instytutu Torchwood, który zajmuje się bronieniem Ziemi przed zagrożeniami z kosmosu. Główną siedzibą Instytutu jest Cardiff w Walii.
Głównym bohaterem serialu jest kapitan Jack Harkness (John Barrowman), nieśmiertelny człowiek z odległej przyszłości. Postać ta pojawiła się po raz pierwszy w serialu Doktor Who w 2005 roku, w odcinku Puste dziecko. Oprócz Barrowmana, początkowo w spin-offie występują: Eve Myles, Burn Gorman, Naoko Mori oraz Gareth David-Lloyd. Bohaterowie przez nich grani składają się na zespół specjalistów z Torchwood, pomagając tropić kosmitów, chronić planetę przed zagrożeniami ze strony obcej technologii oraz trzymać pieczę nad szczeliną czasu znajdującą się w Cardiff. W czwartej serii do ekipy aktorów dołączają m.in. Mekhi Phifer, Alexa Havins oraz Bill Pullman.
Serial wraz z rosnącym zainteresowaniem widzów zmieniał kanał w miarę swojego nadawania, zaczynając od BBC Three (pierwsza seria) do BBC Two (druga seria) i BBC One (seria trzecia). Dzięki dodatkowemu finansowaniu oraz współpracy z amerykańską telewizją przy produkcji czwartej serii, można ją było zobaczyć zarówno na BBC One, jak i na amerykańskim kanale telewizyjnym Starz. W przeciwieństwie do serialu Doktor Who, który jest kierowany zarówno do dzieci, jak i dorosłych, Torchwood jest przeznaczony dla starszej widowni, co widać zwłaszcza przez pokazywanie scen erotycznych.
30 października 2012 roku twórca serii ogłosił, że pomimo iż serial nie został anulowany, jego dalsza produkcja została odłożona na bliżej niesprecyzowany termin i dużo czasu upłynie, nim piąta seria wejdzie w fazę realizacji. Firma Big Finish wyprodukowała w 2015 roku serię odcinków radiowych związanych z serialem.

## Produkcja
Jeszcze przed przywróceniem produkcji serialu Doktor Who w 2004 roku, osoba odpowiedzialna za jego powrót na antenę i późniejszy producent wykonawczy tegoż serialu – Russell T. Davies – zaczął rozwijać pomysł na serial zawierający wątki zarówno kryminalne, jak i science-fiction, w stylu amerykańskich seriali takich jak Buffy: Postrach wampirów i Anioł ciemności. Pomysł na serial, pierwotnie zatytułowany Excalibur, został porzucony aż do roku 2005, gdy kontroler kanału BBC Three, Stuart Murphy, zaproponował Daviesowi stworzenie serialu science fiction przeznaczonego dla starszej widowni, którego emisja mogłaby się odbywać w godzinach wieczornych.
Podczas produkcji pierwszych odcinków wznowionego serialu Doktor Who (które były później emitowane w 2005 roku), do zamaskowania produkcji serialu – by zapobiec wyciekowi informacji i przechwyceniu materiału wyjściowego – używano anagramu nazwy serialu – Torchwood. Daviesowi tak bardzo spodobał się ten anagram, że połączył słowo Torchwood z jego wcześniejszym pomysłem Excalibur i postanowił stworzyć na tej podstawie spin-offa Doktora Who. Następnie słowo Torchwood oraz historia Instytutu zostały „zasiane” w odcinkach drugiego sezonu serialu Doctor Who, otwierając w ten sposób drzwi do spin-offu.
Pierwsze trzy sezony serialu były produkowane przez BBC Wales. Producentami wykonawczymi serialu byli Julie Gardner oraz Russel T Davies. BBC Three reklamowało serię Torchwood jako najważniejszy program sezonu 2006. Sukces pierwszej serii spowodował, że BBC zdecydowało się przenieść emisję drugiej na kanał BBC Two, a następnie, w 2009 roku, emisję trzeciej na BBC One.
Pierwszy sezon nowego serialu zawiera treści niemalże niespotykane w Doktorze Who, m.in. sceny erotyczne (w tym homoseksualne) oraz wulgaryzmy. Jednakże, z powodu dużego zainteresowania serialem ze strony młodszej widowni pomimo wątków przeznaczonych dla dorosłych, BBC zdecydowało przygotować drugi sezon tak, by po drobnej modyfikacji odcinki serialu można było emitować wcześniej w ciągu dnia i z niższym ograniczeniem wiekowym. To spowodowało, że motywy przeznaczone wyłącznie dla dorosłych przestały być główną osnową serialu, po to, by ułatwić wprowadzenie ewentualnych zmian.
Produkcja trzeciej serii, zatytułowana Dzieci Ziemi (ang. Children of Earth), rozpoczęła się 18 sierpnia 2008, a jej fabuła składa się tym razem tylko z pięciu odcinków, które tworzą jedną historię. Jej emisja trwała przez pięć kolejnych dni, od 6 do 11 lipca 2009. Russell T. Davies oraz Julie Gardner pozostali na stanowisku producenta wykonawczego a Peter Bennett był producentem wszystkich odcinków sezonu. Jednakże, z powodu ustanowienia emisji trzeciego sezonu serialu w letnie popołudnia, w czasie, gdy telewizja gromadzi najmniejszą widownię, Davies wyraził obawę, że BBC nie docenia serialu. Aktor odgrywający główną postać – John Barrowman – wyraził natomiast opinię, że serial jest lekceważony przez szefostwo BBC, pomimo udowodnionej jego zdaniem popularności i sukcesu, jaki odniósł.
W sierpniu 2009 roku Davies ogłosił, że czwarty sezon serialu jest już gotowy do realizacji, jednak w listopadzie 2009 okazało się, że produkcja kolejnej serii rozpocznie się dopiero w styczniu 2011 roku. W tym czasie Davies poszukiwał partnerów, który zapewniliby przyszłość finansową serialu. Ostatecznie, udało mu się nawiązać współpracę z płatną kablową siecią telewizjną Starz. Produkcja czwartego sezonu została oficjalnie ogłoszona dopiero w czerwcu 2010. Dziesięcioodcinkowa seria, składająca się na jedną historię, powstała ostatecznie przy współpracy pomiędzy BBC Wales, Starz oraz BBC Worldwide i została wyemitowana w 2011 roku. Podobnie jak trzecia seria, czwarta również otrzymała podtytuł, tym razem Dzień cudów (ang. Miracle Day).
Po zakończeniu emisji premierowych odcinków czwartego sezonu, Chris Albrecht, szef departamentu produkcji, zapewnił, że jest zainteresowany produkcją kolejnych sezonów serialu i że dalsze losy serialu będą zależeć od innych zobowiązań Daviesa.

## Postacie
W przeciwieństwie do programu, z którego się wyodrębnił, Torchwood skupia się na grupie bohaterów, a nie na jednym bohaterze, który ma towarzyszy. Początkowo serial przedstawia małą grupkę łowców kosmitów znaną jako Torchwood 3, której siedziba znajduje się w Cardiff. Drużyna składa się z pięciu osób, których dowódcą jest kapitan Jack Harkness, były agent czasu z dalekiej przyszłości, który mieszka na Ziemi od XIX wieku. Drugą w kolejności jest Gwen Cooper (Eve Myles), która dołącza do zespołu w pierwszym odcinku i odkrywa kolejne tajemnice równo z widzem; pozostali członkowie zespołu to lekarz Owen Harper (Burn Gorman), specjalista komputerowy Toshiko Sato (Naoko Mori) oraz pracownik biurowy Ianto Jones (Gareth David-Lloyd). Bohaterami drugoplanowymi są Rhys Williams (Kai Owen) – narzeczony, a później mąż Gwen (od trzeciej serii postać awansuje do głównej obsady). Innym bohaterem drugoplanowym jest Andy Davidson (Tom Price), były partner Gwen z policji, który pojawia się we wszystkich sezonach serialu. Ponadto w pierwszych dwóch seriach aktor Paul Kasey pojawia się regularnie w bardzo silnej charakteryzacji, grając różnych kosmitów, m.in. humanoidalnych Weevil. Pozostali ważniejsi bohaterowie to między innymi Martha Jones (Freema Agyeman), była podróżniczka w czasie i towarzyszka Doktora, obecnie lekarz wojskowy pracujący w organizacji militarnej UNIT. Oprócz tego aktor James Marsters pojawia się w roli kapitana Johna Harta, byłego kochanka Jacka i jego partnera z Agencji czasu. W drugiej i czwartej serii pojawiają się również rodzice Gwen – Geraint (William Thomas) oraz Mary Cooper (Sharon Morgan).
Trzecia seria, zatytułowana Torchwood: Children of Earth (w Polsce Torchwood: Dzieci Ziemi), w przeciwieństwie do dwóch poprzednich sezonów, opowiada jedną historię, w której zarówno bohaterowie, jak i cała Wielka Brytania radzą sobie z inwazją kosmitów nazwanych 456, używających dzieci do komunikacji ze światem. W związku z tym widzowi zostaje przedstawiona ogromna ilość zupełnie nowych bohaterów, którzy występują tylko w odcinkach tej serii. Są to: sekretarz stanu John Frobisher (Peter Capaldi), niedoszła ofiara porwania przez kosmitów – Clem McDonald (Paul Copley), asystentka Frobishera Bridget Spears (Susan Brown), premier Brian Green (Nicholas Farrell), bezwzględna agentka Johnson (Liz May Brice), córka Jacka Harknessa – Alice (Lucy Cohu) i jej syn Steven (Bear McCausland) oraz siostra Ianto – Rhiannon (Katy Wix). Postać o imieniu Lois Habiba (Cush Jumbo) została napisana po tym, jak okazało się, że Freema Agyeman nie będzie mogła powrócić do serialu w roli Marthy.
W czwartej serii, mającej podtytuł Miracle Day (a w Polsce Dzień cudów), główna obsada została rozszerzona do ośmiu osób Barrowman, Myles i Owen powracają w swoich rolach. Nowi dla ekipy Torchwood są agenci CIA – Rex Matheson (Mekhi Phifer) oraz Esther Drummond (Alexa Havins). Do ekipy dołącza również chirurg Vera Juarez (Arlene Tur), Oswald Danes (w tej roli Bill Pullman) oraz Lauren Ambrose jako Jilly Kitzinger. Postaci drugoplanowe to między innymi dyrektor CIA Brian Friedkin (Wayne Knight), Allen Shapiro (John de Lancie), Colin Maloney (Marc Vann), siostra Esther – Sarah Drummond (Candace Brown), oraz analityk CIA Charlotte Willis (Marina Benedict) i Olivia Colasanto (Nana Visitor).
| Postać          | Aktor              | Sezony              | Sezony              | Sezony        | Sezony        |
| Postać          | Aktor              | 1                   | 2                   | 3             | 4             |
| --------------- | ------------------ | ------------------- | ------------------- | ------------- | ------------- |
| Jack Harkness   | John Barrowman     | Postać główna       | Postać główna       | Postać główna | Postać główna |
| Gwen Cooper     | Eve Myles          | Postać główna       | Postać główna       | Postać główna | Postać główna |
| Owen Harper     | Burn Gorman        | Postać główna       | Postać główna       |               |               |
| Toshiko Sato    | Naoko Mori         | Postać główna       | Postać główna       |               |               |
| Ianto Jones     | Gareth David-Lloyd | Postać główna       | Postać główna       | Postać główna |               |
| Rhys Williams   | Kai Owen           | Postać drugoplanowa | Postać drugoplanowa | Postać główna | Postać główna |
| Rex Matheson    | Mekhi Phifer       |                     |                     |               | Postać główna |
| Esther Drummond | Alexa Havins       |                     |                     |               | Postać główna |
| Oswald Danes    | Bill Pullman       |                     |                     |               | Postać główna |

### Główne postacie
- kapitan Jack Harkness (John Barrowman) – pochodzący z LI wieku dowódca Torchwood 3. Jest niezwykle tajemniczy, żaden z jego podwładnych nie zna jego prawdziwego imienia – Jack Harkness to imię pilota poległego w drugiej wojnie światowej, którego imię Jack przybrał podczas swojej podróży do Londynu lat 40. XX wieku. Jest byłym Agentem Czasu. Kiedy pewnego dnia obudził się i odkrył, że nie pamięta dwóch ostatnich lat swojego życia, odszedł z agencji i został kanciarzem. Jedną z ofiar jego przekrętu miał być Doktor, jednak po tym, jak przez przypadek prawie doprowadził do zagłady ludzkości, dołączył do niego i jego towarzyszki, Rose Tyler. Zginął w wyniku walki z Dalekami na Satelicie 5, jednak Rose, która wchłonęła w siebie energię wiru temporalnego napędzającego TARDIS, ożywiła go. W wyniku tego Jack jest nieśmiertelny – stanowi paradoks w czasie i przestrzeni. Po tym incydencie Doktor i Rose porzucają Jacka, który cofa się w czasie i wraca na Ziemię dzięki swojemu urządzeniu z Agencji Czasu. Niestety w wyniku awarii urządzenia trafia na Ziemię pod koniec XIX wieku i musi tam zostać. W XXI wieku Jack fizycznie nadal wygląda na młodego człowieka i czeka na jakikolwiek kontakt z Doktorem, a równocześnie prowadzi i reorganizuje Torchwood. Jack jest omni-seksualny. Jak mówi Doktor w odcinku serialu Doktor Who The Doctor Dances (Doktor tańczy), w czasie, z którego pochodzi Jack, jest tak wiele gatunków, a tak mało czasu, więc wszyscy ludzie podróżują po wszechświecie i tańczą. Sam Jack przyznawał, że był już w ciąży i uprawiał seks oralny z obcymi.
- Gwen Cooper (Eve Myles) – najmłodsza stażem pracownica Torchwood 3, była policjantka. W pierwszym odcinku serialu przypadkowo wpada na trop organizacji, kiedy ekipa Torchwood odsuwa jej zespół od badania zwłok. Po krótkim okresie śledzenia ich oraz po przetrwaniu ataku ze strony Suzie Costello, zostaje rekrutowana przez Jacka. Jako jedyna z głównych bohaterów od początku serialu jest w stałym, stabilnym związku z człowiekiem spoza ekipy. Z trudem przychodziło jej ukrywanie przed swoim narzeczonym prawdy o tym, gdzie pracuje i co robi, a frustracja ta w końcu doprowadziła ją do krótkotrwałego romansu z Owenem. Gwen bardzo kocha Rhysa, co podkreśla wielokrotnie, a kiedy Rhys przypadkowo dowiaduje się o istnieniu Torchwood i prawdziwej istocie pracy Gwen w odcinku Meat, Gwen odmawia podania mu tabletki, która miałaby usunąć wspomnienia o tym odkryciu. W odcinku Something Borrowed Gwen wychodzi za mąż za Rhysa. Bohaterka posiada ogromne zdolności przywódcze i w czasie między pierwszym a drugim sezonem serialu, kiedy dowódca zespołu, Jack Harkness, jest nieobecny, przejmuje jego obowiązki pomimo najmniejszego doświadczenia.
- Owen Harper (Burn Gorman) – medyk Torchwood 3. Zajmuje się leczeniem ran pochodzenia pozaziemskiego u swoich współpracowników, sekcjami obcych, badaniem ludzi, których zgon mogli spowodować obcy. Owen jest najbardziej cynicznym i nieprzyjemnym w obyciu członkiem zespołu. Jego życie kręci się wokół przygodnego seksu, alkoholu i pracy. Miał romans między innymi z Suzie Costello i Gwen Cooper a ponadto jest obiektem westchnień Toshiko. On sam zakochany był w Diane Holmes, feministce i pilot samolotu, który przeleciał przez szczelinę z przeszłości. W odcinku Fragments dowiadujemy się, że zanim trafił do Torchwood, był zaręczony z Katie, młodą lekarką. Dziewczyna umiera na stole operacyjnym po tym, jak w jej mózgu zostaje wykryty obcy. To wtedy Owen po raz pierwszy spotyka Jacka. W odcinku Reset Owen zostaje postrzelony i umiera, jednak w Dead Man Walking Jack, odnalazłszy drugą rękawicę wskrzeszającą, przywraca go do życia. W zamiarze miał przywołać go na kilka minut, jednak – ku zaskoczeniu wszystkich – od tamtej chwili Owen wciąż pozostaje świadomy i przytomny, pomimo że jego ciało jest praktycznie martwe.
- Ianto Jones (Gareth David-Lloyd) – pracownik biurowy Torchwood 3, zajmujący się głównie formalnościami i podawaniem kawy. W pierwszym sezonie postać nieodgrywająca większej roli, w drugim awansował ze względu na nieobecność Jacka. Ianto pracuje w Torchwood od dawna. Zanim trafił do zespołu Jacka, był pracownikiem Torchwood 1. Był w związku z Lisą, inna pracownicą Torchwood 1, która w trakcie wydarzeń z finału drugiego sezonu serialu Doktor Who została częściowo zamieniona w cyberkobietę. Od tamtego czasu Ianto trzymał ją w ukryciu, w piwnicy siedziby Torchwood 3. W połowie pierwszego sezonu Ianto zaczyna sypiać z Jackiem.
- Toshiko Sato (Naoko Mori) – technik komputerowy Torchwood 3. Zajmuje się przede wszystkim kontrolowaniem odczytów dotyczących aktywności szczeliny czasu znajdującej się w centrum Cardiff. Toshiko w odcinku Mordercza wioska po raz pierwszy wyraża swoje zainteresowanie Owenem, natomiast w odcinku Reset udaje jej się umówić z nim na randkę. Po jego śmierci próbuje podnieść go na duchu i choć spotyka się z bardzo chłodnym przyjęciem, nie rezygnuje i udaje jej się w końcu przekonać Owena, że nic się dla niego nie skończyło. Toshiko jako jedyna z pracowników Torchwood 3 nie prowadzi intensywnego życia erotycznego ani uczuciowego. Poza jej uczuciem do Owena przejawiała sympatię względem zahibernowanego żołnierza z przeszłości, którego Torchwood 3 budziło raz do roku, oraz nawiązała relacje seksualne z kosmitką, która opanowała ciało dziewiętnastowiecznej prostytutki.
- Rhys Williams (Kai Owen) – narzeczony Gwen. Niezbyt bystry, dobrotliwy Walijczyk. Posiada własną firmę przewozową. Uważał, że wszyscy kosmici atakujący Londyn nie byli rzeczywiści, a raczej czymś z rodzaju objawów zbiorowej halucynacji. Zmienia jednak zdanie w odcinku Meat, w którym odkrywa, czym naprawdę zajmuje się jego narzeczona. W odcinku Something Borrowed żeni się z Gwen.
- Rex Matheson (Mekhi Phifer) – jest wysoko postawionym agentem pracującym dla CIA, który zaczyna badać sprawę Torchwood po tym, jak jego życie zostało zmienione przez zdarzenie zwane Dzień cudów. Później dołącza do ekipy Jacka, starając się znaleźć rozwiązanie problemu nieśmiertelności całego świata.
- Esther Drummond (Alexa Havins) – pracownica CIA zajmująca stanowisko analityka, która staje się świadoma istnienia Instytutu w dniu, w którym nikt więcej nie umiera. Razem ze swoim kolegą Rexem łączy siły z dwoma ostatnimi członkami Torchwood. Jej wiedza, umiejętności komputerowe i przywiązanie do technologii stawiają ją jakoby w kontraście wobec bardziej „zorientowanych na akcję” bohaterów.
- Oswald Danes (Bill Pullman) – pierwszego dnia fenomenu zwanego Dzień cudów, Oswald, były nauczyciel i pedofil-morderca przeżywa swoją własną egzekucję. Z powodu braku rozwiązań prawnych (formalnie nie żyje, bo zabiła go trucizna) jest tymczasowo wypuszczony z więzienia. Ochronę i popularność oferuje mu ekspert od Public relations – Jilly Kitzinger (Lauren Ambrose), którą przyjmuje, stając się jej klientem. Jednak w wyniku nieporozumień i odmiennych poglądów zaczyna współpracować z Torchwood.

### Gościnnie
- Suzie Costello (Indira Varma) – druga po Jacku specjalistka od obcej technologii w Torchwood 3. W pierwszym odcinku serialu dowiadujemy się, że tzw. rękawica wskrzeszająca całkowicie zawładnęła jej wyobraźnią, a Suzie – aby poćwiczyć jej używanie – mordowała przypadkowych ludzi. Suzie ginie w pierwszym odcinku serialu, a jej posadę otrzymuje Gwen Cooper. W odcinku Wciąż mordują Suzie zostaje przywrócona do życia za pomocą rękawicy wskrzeszającej i nie umiera po kilku minutach, jak reszta ofiar, a przeciwnie, zostaje całkowicie przytomna. Szybko wychodzi na jaw, że wysysa energię życiową z Gwen. Ginie na dobre, kiedy Toshiko niszczy rękawicę.
- Martha Jones (Freema Agyeman) – była towarzyszka Doktora, która pracuje dla organizacji UNIT i pojawia się w 2 serii serialu, w trzyczęściowej historii obejmującej odcinki Reset, Dead Man Walking oraz A Day in the Death. W tych odcinkach zostaje tymczasowo przydzielona do zespołu Torchwood 3, by zbadać zagadkowe śmierci ludzi, o których wszelkie dane medyczne zostały usunięte z baz danych. Później, po śmierci Owena dołącza na krótko do Torchwood zastępując go na stanowisku medyka.

## Wersja polska (lektor)

### BBC Entertainment
Wersja polska:
- dla BBC Worldwide – Start International Polska (odc. 1-31),
- na zlecenie Hippeis Media – Master Film (odc. 32-41)

Tekst:
- Marta Rzeźnik (odc. 1-13),
- Marta Robaczewska (odc. 14-26),
- Ewa Śmietanka (odc. 27-31),
- Michał Wawszczak (odc. 32-41)

Czytał:
- Daniel Załuski (odc. 1-31),
- Ireneusz Machnicki (odc. 32-41)

### AXN Sci-Fi, AXN Spin
Wersja polska: na zlecenie Telewizji AXN – SDI Media Polska

Tekst: Magdalena Machcińska-Szczepaniak
Czytał: Jacek Sobieszczański

## Lista odcinków

### Pierwszy sezon (2006-2007)
Producentami sezonu pierwszego i drugiego byli Richard Stokes oraz Chris Chibnall. Premierowe odcinki pierwszego sezonu można było obejrzeć w Polsce na kanale BBC Entertainment, w środy o godzinie 23:00.
| №  | Nr | Tytuł                   | Tytuł polski          | Reżyseria       | Scenariusz                 | Premiera (BBC 3)     | Premiera w Polsce (BBC Entertainment) |
| -- | -- | ----------------------- | --------------------- | --------------- | -------------------------- | -------------------- | ------------------------------------- |
| 1  | 1  | Everything Changes      | Wielkie zmiany        | Brian Kelly     | Russell T. Davies          | 22 października 2006 | 17 września 2008                      |
| 2  | 2  | Day One                 | Dzień pierwszy        | Brian Kelly     | Chris Chibnall             | 22 października 2006 | 24 września 2008                      |
| 3  | 3  | Ghost Machine           | Maszyna duchów        | Colin Teague    | Helen Raynor               | 29 października 2006 | 1 października 2008                   |
| 4  | 4  | Cyberwoman              | Cyberkobieta          | James Strong    | Chris Chibnall             | 5 listopada 2006     | 8 października 2008                   |
| 5  | 5  | Small Worlds            | Małe światy           | Alice Troughton | Peter J. Hammond           | 12 listopada 2006    | 15 października 2008                  |
| 6  | 6  | Countrycide             | Mordercza wioska      | Andy Goddard    | Chris Chibnall             | 29 listopada 2006    | 22 października 2008                  |
| 7  | 7  | Greeks Bearing Gifts    | Strzeż się darów!     | Colin Teague    | Toby Whithouse             | 26 listopada 2006    | 29 października 2008                  |
| 8  | 8  | They Keep Killing Suzie | Wciąż mordują Suzie   | James Strong    | Paul Tomalin Dan McCulloch | 3 grudnia 2006       | 5 listopada 2008                      |
| 9  | 9  | Random Shoes            | Nie do pary           | James Erskine   | Jacquetta May              | 10 grudnia 2006      | 12 listopada 2008                     |
| 10 | 10 | Out of Time             | Spoza czasu           | Alice Troughton | Catherine Tregenna         | 17 grudnia 2006      | 19 listopada 2008                     |
| 11 | 11 | Combat                  | Walka                 | Andy Goddard    | Noel Clarke                | 24 grudnia 2006      | 26 listopada 2008                     |
| 12 | 12 | Captain Jack Harkness   | Kapitan Jack Harkness | Ashley Way      | Catherine Tregenna         | 1 stycznia 2007      | 3 grudnia 2008                        |
| 13 | 13 | End of Days             | Koniec świata         | Ashley Way      | Chris Chibnall             | 1 stycznia 2007      | 10 grudnia 2008                       |

### Drugi sezon (2008)
| №  | Nr | Tytuł                | Reżyseria            | Scenariusz         | Premiera (BBC2)  | Premiera w Polsce (BBC Entertainment) |
| -- | -- | -------------------- | -------------------- | ------------------ | ---------------- | ------------------------------------- |
| 14 | 1  | Kiss Kiss, Bang Bang | Ashley Way           | Chris Chibnall     | 16 stycznia 2008 | 2 czerwca 2009                        |
| 15 | 2  | Sleeper              | Colin Teague         | James Moran        | 23 stycznia 2008 | 9 czerwca 2009                        |
| 16 | 3  | To the Last Man      | Andy Goddard         | Helen Raynor       | 30 stycznia 2008 | 16 czerwca 2009                       |
| 17 | 4  | Meat                 | Colin Teague         | Catherine Tregenna | 6 lutego 2008    | 23 czerwca 2009                       |
| 18 | 5  | Adam                 | Andy Goddard         | Catherine Tregenna | 13 lutego 2008   | 30 czerwca 2009                       |
| 19 | 6  | Reset                | Ashley Way           | J.C. Wilsher       | 13 lutego 2008   | 7 lipca 2009                          |
| 20 | 7  | Dead Man Walking     | Andy Goddard         | Matt Jones         | 20 lutego 2008   | 14 lipca 2009                         |
| 21 | 8  | A Day in the Death   | Andy Goddard         | Joseph Lidster     | 27 lutego 2008   | 21 lipca 2009                         |
| 22 | 9  | Something Borrowed   | Ashley Way           | Phil Ford          | 5 marca 2008     | 28 lipca 2009                         |
| 23 | 10 | From Out of the Rain | Jonathan Fox Bassett | Peter J. Hammond   | 12 marca 2008    | 11 sierpnia 2009                      |
| 24 | 11 | Adrift               | Mark Everest         | Chris Chibnall     | 19 marca 2008    | 18 sierpnia 2009                      |
| 25 | 12 | Fragments            | Jonathan Fox Bassett | Chris Chibnall     | 21 marca 2008    | 25 sierpnia 2009                      |
| 26 | 13 | Exit Wounds          | Ashley Way           | Chris Chibnall     | 4 kwietnia 2008  | 1 września 2009                       |

### Trzeci sezon –Dzieci Ziemi(2009)
Trzeci sezon, zatytułowany Children of Earth, w przeciwieństwie do poprzednich, składa się jedynie z pięciu odcinków tworzących jedną historię. Zostały one wyemitowane dzień po dniu w lipcu 2009 na kanale BBC One. Producentem tej serii był Peter Bennett. Oficjalnie reklamowany przez polski kanał BBC Entertainment podtytuł tej serii to Dzieci Ziemi, jednak w trakcie emisji, lektor czyta tytuł serialu jako Ziemskie Dzieci. Sezon ten był również nadawany na kanale AXN Sci-Fi w 2011 roku, także pod szyldem Dzieci Ziemi.
| №  | Nr | Tytuł     | Tytuł polski   | Reżyseria | Scenariusz                    | Premiera (BBC1) | Premiera w Polsce (BBC Entertainment) |
| -- | -- | --------- | -------------- | --------- | ----------------------------- | --------------- | ------------------------------------- |
| 27 | 1  | Day One   | Dzień pierwszy | Euros Lyn | Russell T. Davies             | 6 lipca 2009    | 3 października 2010                   |
| 28 | 2  | Day Two   | Dzień drugi    | Euros Lyn | John Fay                      | 7 lipca 2009    | 10 października 2010                  |
| 29 | 3  | Day Three | Dzień trzeci   | Euros Lyn | Russell T. Davies James Moran | 8 lipca 2009    | 17 października 2010                  |
| 30 | 4  | Day Four  | Dzień czwarty  | Euros Lyn | John Fay                      | 9 lipca 2009    | 24 października 2010                  |
| 31 | 5  | Day Five  | Dzień piąty    | Euros Lyn | Russell T. Davies             | 10 lipca 2009   | 31 października 2010                  |

### Czwarty sezon –Dzień cudów(2011)
Sezon składa się z dziesięciu odcinków tworzących jedną historię. Pierwotnie zapowiadano, że sezon ten będzie nazywał się Torchwood: The New World (dosł. Torchwood: Nowy świat), lecz w ostateczności zmieniono podtytuł na Miracle Day. W Polsce wyemitowany został z podtytułem Dzień cudów. Do serii wydano również odcinek animowany, który wpasowuje się w wydarzenia czwartego sezonu. Został udostępniony w częściach w Internecie i nosi nazwę Torchwood: Web of Lies (dosł. Torchwood: Sieć kłamstw).
| №  | Nr | Tytuł                  | Reżyseria             | Scenariusz                      | Premiera (Starz / BBC1)                          | Premiera w Polsce (BBC Entertainment) |
| -- | -- | ---------------------- | --------------------- | ------------------------------- | ------------------------------------------------ | ------------------------------------- |
| 32 | 1  | The New World          | Bharat Nalluri        | Russell T. Davies               | 8 lipca 2011 (Starz) 14 lipca 2011 (BBC1)        | 28 października 2012                  |
| 33 | 2  | Rendition              | Billy Gierhart        | Doris Egan                      | 15 lipca 2011 (Starz) 21 lipca 2011 (BBC1)       | 4 listopada 2012                      |
| 34 | 3  | Dead of Night          | Billy Gierhart        | Jane Espenson                   | 22 lipca 2011 (Starz) 28 lipca 2011 (BBC1)       | 11 listopada 2012                     |
| 35 | 4  | Escape to L.A.         | Billy Gierhart        | Jim Gray John Shiban            | 29 lipca 2011 (Starz) 4 sierpnia 2011 (BBC1)     | 18 listopada 2012                     |
| 36 | 5  | The Categories of Life | Guy Ferland           | Jane Espenson                   | 5 sierpnia 2011 (Starz) 11 sierpnia 2011 (BBC1)  | 25 listopada 2012                     |
| 37 | 6  | The Middle Men         | Guy Ferland           | John Shiban                     | 12 sierpnia 2011 (Starz) 18 sierpnia 2011 (BBC1) | 2 grudnia 2012                        |
| 38 | 7  | Immortal Sins          | Gwyneth Horder-Payton | Jane Espenson                   | 19 sierpnia 2011 (Starz) 25 sierpnia 2011 (BBC1) | 9 grudnia 2012                        |
| 39 | 8  | End of the Road        | Gwyneth Horder-Payton | Jane Espenson Ryan Scott        | 26 sierpnia 2011 (Starz) 1 września 2011 (BBC1)  | 16 grudnia 2012                       |
| 40 | 9  | The Gathering          | Guy Ferland           | John Fay                        | 2 września 2011 (Starz) 8 września 2011 (BBC1)   | 23 grudnia 2012                       |
| 41 | 10 | The Blood Line         | Billy Gierhart        | Russell T. Davies Jane Espenson | 9 września 2011 (Starz) 15 września 2011 (BBC1)  | 30 grudnia 2012                       |

### Odcinki radiowe
Pomiędzy serią drugą a trzecią, BBC wyemitowało na Radio 4 cztery odcinki radiowe, w której wystąpili aktorzy grający w serialu. 10 września 2008, w związku z dniem CERN-u wyemitowano odcinek z tym właśnie motywem przewodnim, napisany przez Josepha Lidstera, zatytułowany Lost Souls. To był pierwszy odcinek, w którym nie występowali Burn Gorman ani Naoko Mori. Trzy kolejne odcinki, zatytułowane Asylum, Golden Age oraz The Dead Line zostały wyemitowane w dniach 1–3 lipca 2009.
W maju 2011, BBC Radio Drama ogłosiło, że trzy kolejne odcinki radiowe weszły w fazę produkcji. Nowe odcinki zatytułowane Torchwood: The Lost Files: część 1: The Devil and Miss Carew, część 2: Submission oraz część 3: The House of the Dead zostały wyemitowane w dniach 11-13 lipca 2011, oraz były dostępne do słuchania na BBC iPlayer w ciągu tygodnia od premiery. Akcja odcinków dzieje się przed wydarzeniami serii trzeciej, w odcinku pojawia się Gareth David-Lloyd w roli Ianto.

## Ścieżka dźwiękowa
22 września 2008 roku Silva Screen Records wydała kompilację muzyki występującej w pierwszych dwóch sezonach serialu. Płyta zawiera 32 utwory skomponowane przez Bena Fostera i Murraya Golda.
Druga płyta, która została wydana 17 lipca 2009 roku, zawiera 40 utworów pochodzących z 3. sezonu serialu, Children of Earth.
| Torchwood - Children Of Earth Soundtrack | Torchwood - Children Of Earth Soundtrack | Torchwood - Children Of Earth Soundtrack | Torchwood - Children Of Earth Soundtrack |
| Nr                                       | Tytuł utworu                             | Muzyka                                   | Długość                                  |
| ---------------------------------------- | ---------------------------------------- | ---------------------------------------- | ---------------------------------------- |
| 1.                                       | „The First Sacrifice”                    | Ben Foster                               | 1:25                                     |
| 2.                                       | „What's Occurring?”                      | Ben Foster                               | 2:10                                     |
| 3.                                       | „Jack’s Daughter”                        | Ben Foster                               | 1:28                                     |
| 4.                                       | „Diplomatic Cars”                        | Ben Foster                               | 1:20                                     |
| 5.                                       | „We are Coming”                          | Ben Foster                               | 1:12                                     |
| 6.                                       | „Thames House”                           | Ben Foster                               | 1:53                                     |
| 7.                                       | „Double Crossed”                         | Ben Foster                               | 1:26                                     |
| 8.                                       | „Countdown to Destruction”               | Ben Foster                               | 1:52                                     |
| 9.                                       | „The Crater”                             | Ben Foster                               | 1:00                                     |
| 10.                                      | „Torchwood Hunted”                       | Ben Foster                               | 1:42                                     |
| 11.                                      | „Gwen's Baby”                            | Ben Foster                               | 1:03                                     |
| 12.                                      | „On The Run”                             | Ben Foster                               | 1:13                                     |
| 13.                                      | „Jack in A Box”                          | Ben Foster                               | 1:34                                     |
| 14.                                      | „Ianto Jones”                            | Ben Foster                               | 0:50                                     |
| 15.                                      | „Tractor Attack”                         | Ben Foster                               | 2:21                                     |
| 16.                                      | „Resurrection”                           | Ben Foster                               | 1:11                                     |
| 17.                                      | „Clement MacDonald”                      | Ben Foster                               | 2:05                                     |
| 18.                                      | „Something's Coming”                     | Ben Foster                               | 2:35                                     |
| 19.                                      | „Eye Spy”                                | Ben Foster                               | 1:20                                     |
| 20.                                      | „Trust Nobody”                           | Ben Foster                               | 1:46                                     |
| 21.                                      | „The World Looks to the Skies”           | Ben Foster                               | 2:10                                     |
| 22.                                      | „Jack’s Secret”                          | Ben Foster                               | 1:36                                     |
| 23.                                      | „Clem Remembers”                         | Ben Foster                               | 1:34                                     |
| 24.                                      | „Judgement Day”                          | Ben Foster                               | 4:05                                     |
| 25.                                      | „Requiem for the Fallen”                 | Ben Foster                               | 1:23                                     |
| 26.                                      | „The Ballad of Ianto Jones”              | Ben Foster                               | 4:36                                     |
| 27.                                      | „The Final Day”                          | Ben Foster                               | 0:40                                     |
| 28.                                      | „Calm Before the Storm”                  | Ben Foster                               | 3:22                                     |
| 29.                                      | „Phase Two Has Begun”                    | Ben Foster                               | 1:50                                     |
| 30.                                      | „Requisition 31”                         | Ben Foster                               | 2:38                                     |
| 31.                                      | „Here Comes Torchwood”                   | Ben Foster                               | 2:24                                     |
| 32.                                      | „He Was a Good Man”                      | Ben Foster                               | 1:40                                     |
| 33.                                      | „The Children of The Earth”              | Ben Foster                               | 3:27                                     |
| 34.                                      | „Breaking the Connection”                | Ben Foster                               | 2:25                                     |
| 35.                                      | „Fighting Back”                          | Ben Foster                               | 2:02                                     |
| 36.                                      | „Run for Your Lives”                     | Ben Foster                               | 1:13                                     |
| 37.                                      | „Sacrifice and Salvation”                | Ben Foster                               | 1:39                                     |
| 38.                                      | „Redemption”                             | Ben Foster                               | 3:13                                     |
| 39.                                      | „I Can Run Forever”                      | Ben Foster                               | 3:28                                     |
| 40.                                      | „Next Time on Torchwood”                 | Ben Foster                               | 0:31                                     |
|                                          |                                          |                                          | 1:17:22                                  |

## Torchwood bez tajemnic
Torchwood bez tajemnic (ang. Torchwood Declassified) to seria krótkich filmów dokumentalnych stworzonych przez BBC i powiązanych z serialem Torchwood. Odcinki trwają w większości około 15 minut i opowiadają o kulisach powstawania kolejnych odcinków serialu, oferując również komentarze aktorów i ekipy produkcyjnej. Każdy odcinek emitowany był tego samego wieczoru co dany odcinek Torchwood. Wszystkie odcinki były dostępne do obejrzenia również w sieci, na oficjalnej stronie Torchwood, a następnie, wraz z zakończeniem emisji sezonu, usunięte.
W Polsce te krótkie filmy dokumentalne można było oglądać na kanale BBC Entertainment. Jednakże, wyemitowano jedynie odcinki drugiego sezonu, jednocześnie nie zważając na kolejność pierwotnego ich nadawania.

### Sezon 1 (2006 – 2007)
| #  | Tytuł                        | Tytuł odcinka Torchwood | Premiera             |
| -- | ---------------------------- | ----------------------- | -------------------- |
| –  | Welcome to Torchwood         | –                       | 19 października 2006 |
| 1  | Jack’s Back                  | Everything Changes      | 23 października 2006 |
| 2  | Bad Day at the Office        | Day One                 | 23 października 2006 |
| 3  | Living History               | Ghost Machine           | 30 października 2006 |
| 4  | Girl Trouble                 | Cyberwoman              | 6 listopada 2006     |
| 5  | Away with the Fairies        | Small Worlds            | 13 listopada 2006    |
| 6  | The Country Club             | Countrycide             | 20 listopada 2006    |
| 7  | There's Something About Mary | Greeks Bearing Gifts    | 27 listopada 2006    |
| 8  | Beyond the Grave             | They Keep Killing Suzie | 4 grudnia 2006       |
| 9  | Dead Man Walking             | Random Shoes            | 11 grudnia 2006      |
| 10 | Time Flies                   | Out of Time             | 18 grudnia 2006      |
| 11 | Weevil Fight Club            | Combat                  | 25 grudnia 2006      |
| 12 | Blast from the Past          | Captain Jack Harkness   | 1 stycznia 2007      |
| 13 | To the End                   | End of Days             | 1 stycznia 2007      |

### Sezon 2 (2008)
| #  | N/o | Tytuł                | Tytuł odcinka Torchwood | Premiera         | Premiera w Polsce |
| -- | --- | -------------------- | ----------------------- | ---------------- | ----------------- |
| 14 | 1   | Home and Hart        | Kiss Kiss, Bang Bang    | 23 stycznia 2008 | 19 lipca 2010     |
| 15 | 2   | Sleepless in Cardiff | Sleeper                 | 24 stycznia 2008 | 8 sierpnia 2010   |
| 16 | 3   | Step Back in Time    | To the Last Man         | 31 stycznia 2008 | 7 września 2010   |
| 17 | 4   | Save the Whale       | Meat                    | 7 lutego 2008    | 10 sierpnia 2010  |
| 18 | 5   | Past Imperfect       | Adam                    | 14 lutego 2008   | 15 sierpnia 2010  |
| 19 | 6   | Animal Pharm         | Reset                   | 20 lutego 2008   | 1 sierpnia 2010   |
| 20 | 7   | Death Defying        | Dead Man Walking        | 28 lutego 2008   | 2 sierpnia 2010   |
| 21 | 8   | Dead Eyes Open       | A Day in the Death      | 6 marca 2008     | 26 lipca 2010     |
| 22 | 9   | Something New        | Something Borrowed      | 13 marca 2008    | 19 września 2010  |
| 23 | 10  | In Living Colour     | From Out of the Rain    | 19 marca 2008    | 9 sierpnia 2010   |
| 24 | 11  | Quid Pro Quo         | Adrift                  | 21 marca 2008    | 6 sierpnia 2010   |
| 25 | 12  | Clean State          | Fragments               | 28 marca 2008    | 29 sierpnia 2010  |
| 26 | 13  | Avulsion             | Exit Wounds             | 4 kwietnia 2008  | 25 marca 2011     |

### Sezon 3 (2009)
Ten 30-minutowy odcinek został dodany jako dodatek do wydania trzeciego sezonu na DVD.
| #  | Tytuł                      | Tytuł odcinka Torchwood | Premiera            |
| -- | -------------------------- | ----------------------- | ------------------- |
| 27 | Cracking Children of Earth | Children of Earth       | 13 lipca 2009 (DVD) |

### Sezon 4 (2011)
Te dwa odcinki specjalne zostały dodane do wydania czwartego sezonu na DVD. Pierwszy odcinek trwa pół godziny, drugi 15 minut.
| #  | Tytuł                     | Tytuł odcinka Torchwood | Premiera                |
| -- | ------------------------- | ----------------------- | ----------------------- |
| 28 | Behind the Scenes         | Miracle Day             | 14 listopada 2011 (DVD) |
| 29 | FX Special on Miracle Day | Miracle Day             | 14 listopada 2011 (DVD) |

## Nagrody

### 2007
Serial otrzymał aż cztery nagrody BAFTA Cymru, w kategoriach takich jak najlepszy serial dramatyczny oraz najlepsza aktorka (dla Eve Myles), najlepsze zdjęcia (w kategorii dramat) oraz najlepsza scenografia. Oprócz tego serial był nominowany do nagrody jeszcze w czterech kategoriach, m.in. najlepszy aktor (John Barrowman).

### 2008
Serial otrzymał nominację do nagrody BAFTA Cymru w czterech kategoriach, m.in. kolejna nominacja dla Eve Myles w kategorii najlepsza aktorka oraz najlepszy serial dramatyczny, lecz zwyciężył tylko w jednej z kategorii – najlepsze kostiumy (dla Raya Holmana).
Dwunasty odcinek pierwszego sezonu – Captain Jack Harkness – był nominowany do Nagrody Hugo w kategorii najlepsza krótka prezentacja dramatyczna.

### 2009
Serial był nominowany w dwóch kategoriach do nagrody BAFTA Cymru – najlepsze kostiumy oraz najlepsza scenografia.

### 2010
Na rozdaniu nagród telewizyjnych BAFTA Cymru w 2010 roku serial Torchwood: Dzieci Ziemi zdobył aż 7 nominacji, z czego wygrał dwie nagrody. Nominowany został w kategoriach najlepszy serial dramatyczny (dla Petera Bennetta), najlepsze udźwiękowienie (dla Juliana Howartha, Tima Rickettsa, Douga Sinclaira oraz Howarda Eavesa), najlepszy montaż (dla Willa Oswalda), najlepsze kostiumy (Ray Holman), najlepszy scenarzysta (Russell T. Davies), najlepsza muzyka (Ben Foster) oraz najlepsza aktorka (Eve Myles). Jednakże serial zwyciężył tylko w 2 kategoriach – najlepszy serial dramatyczny oraz najlepszy montaż.
Serial otrzymał również nagrodę Celtic Media Festival w kategorii najlepszy serial dramatyczny.
Trzeci sezon serialu był także nominowany do Saturna w dwóch kategoriach – najlepsze wydanie DVD oraz najlepsza prezentacja telewizyjna, w której to kategorii zwyciężył.
Aktorka Eve Myles otrzymała również Nagrodę Czytelnika magazynu SFX w kategorii najlepsza aktorka, oraz nagrodę Airlock Alpha Portal w tej samej kategorii.

### 2012
Czwarty sezon serialu był nominowany do nagrody Saturna w czterech kategoriach – najlepsza prezentacja telewizyjna, najlepsza aktorka telewizyjna (dla Eve Myles), najlepszy drugoplanowy aktor telewizyjny (Bill Pullman) oraz najlepsza drugoplanowa aktorka telewizyjna (Lauren Ambrose), jednak nie zwyciężył w żadnej z kategorii.